# Gonomyia calverti
Gonomyia calverti är en tvåvingeart. Gonomyia calverti ingår i släktet Gonomyia och familjen småharkrankar.

## Underarter
Arten delas in i följande underarter:
- G. c. pleurotaeniata
- G. c. calverti